# Eueremaeus laticostulatus
Eueremaeus laticostulatus är en kvalsterart som beskrevs av Bayartogtokh 2003. Eueremaeus laticostulatus ingår i släktet Eueremaeus och familjen Eremaeidae. Inga underarter finns listade i Catalogue of Life.